# Světlana Medveděvová
Světlana Vladimirovna Medveděvová (rusky Светлана Владимировна Медведева, * 15. března 1965, Kronštadt (Petrohrad), SSSR) je ruská ekonomka, bývalá první dáma Ruska, manželka ruského politika Dmitrije Medveděva.
Pochází z vojenské rodiny. Svého muže si vzala roku 1989, mají spolu syna Ilju.